# Gestekelde rozengalwesp
De gestekelde rozengalwesp (Diplolepis nervosa) is een vliesvleugelig insect uit de familie van de echte galwespen (Cynipidae). De wetenschappelijke naam van de soort is voor het eerst geldig gepubliceerd in 1838 door Curtis.